# Каругате
Каругате (итал. Carugate) — город в Италии, в провинции Милан области Ломбардия.
Население составляет 13 479 человек (на 2004 г.), плотность населения составляет 2512 чел./км². Занимает площадь 5 км². Почтовый индекс — 20061. Телефонный код — 02.
Покровителями коммуны почитаются святой апостол Андрей Первозванный, празднование 30 ноября, и святая Маркеллина.